# Eszter könyve
Eszter könyve (héberül: אסתר, Eszter) a könyv főhőséről, Eszterről kapta a nevét. A héber Bibliában a kanonikus könyvek harmadik csoportjában, az „Írások” között, keresztény szempontból az Ószövetségben, Jób könyve előtt található. A zsidók purim ünnepének alapját képezi. Protokanonikus könyv deuterokanonikus kiegészítésekkel.

## Keletkezése

### Változatai
Eszter könyve egy héber, két görög és két arámi nyelvű formában maradt ránk. Közülük a héber szöveg a legrövidebb, és a két görög szöveggel szemben legjellegzetesebb vonása az, hogy Isten neve nem található meg benne. A görög kiegészítéseket a tridenti (trentói) zsinat kanonizálta, így a katolikus Bibliában benne vannak. A protestánsok ezeket apokrifeknek tekintik, Bibliájukból hiányoznak.

### Keletkezési ideje
„Eszter könyvének keletkezési ideje valószínűleg a perzsa kor végére, vagy a hellenista kor elejére tehető […]. Több perzsa eredetű szót is tartalmaz, görög eredetűt viszont nem.” Nyelvezetében arámi hatás mutatható ki. Közelebbről csak annyi állapítható meg, hogy valamikor Kr.e. 300 és Kr. e. 100 között keletkezhetett.

### Keletkezési helye
Eszter könyvének keletkezési helye minden bizonnyal a perzsa birodalom keleti fele lehetett, ugyanis nem szól semmit a Palesztinában uralkodó viszonyokról, ám annál jobban ismeri a perzsa diaszpórát, a perzsa udvari szokásokat, adminisztrációt és Súsán/Szuza várának topográfiáját

### Szerzője
Eszter könyve anonim, azaz szerzője ismeretlen. A könyv szövege alapján annyi állapítható meg, hogy a szerző egészen biztosan zsidó volt, aki jól ismerte a perzsa birodalmat, valamint a perzsa szokásokat. „A szerzőt a keresztyén hagyomány Alexandriai Kelemen óta Mordokajnak [Mardokeusnak] tartja a 9,20a [»Mordokaj leírta mindezeket az eseményeket.«] utalása alapján, más keresztyén atyák Augustinus nyomán Ezsdrást tartják a szerzőnek, míg a Talmud szerint az Ezsdrás által alapított nagy zsinagóga írta le a történteket.”

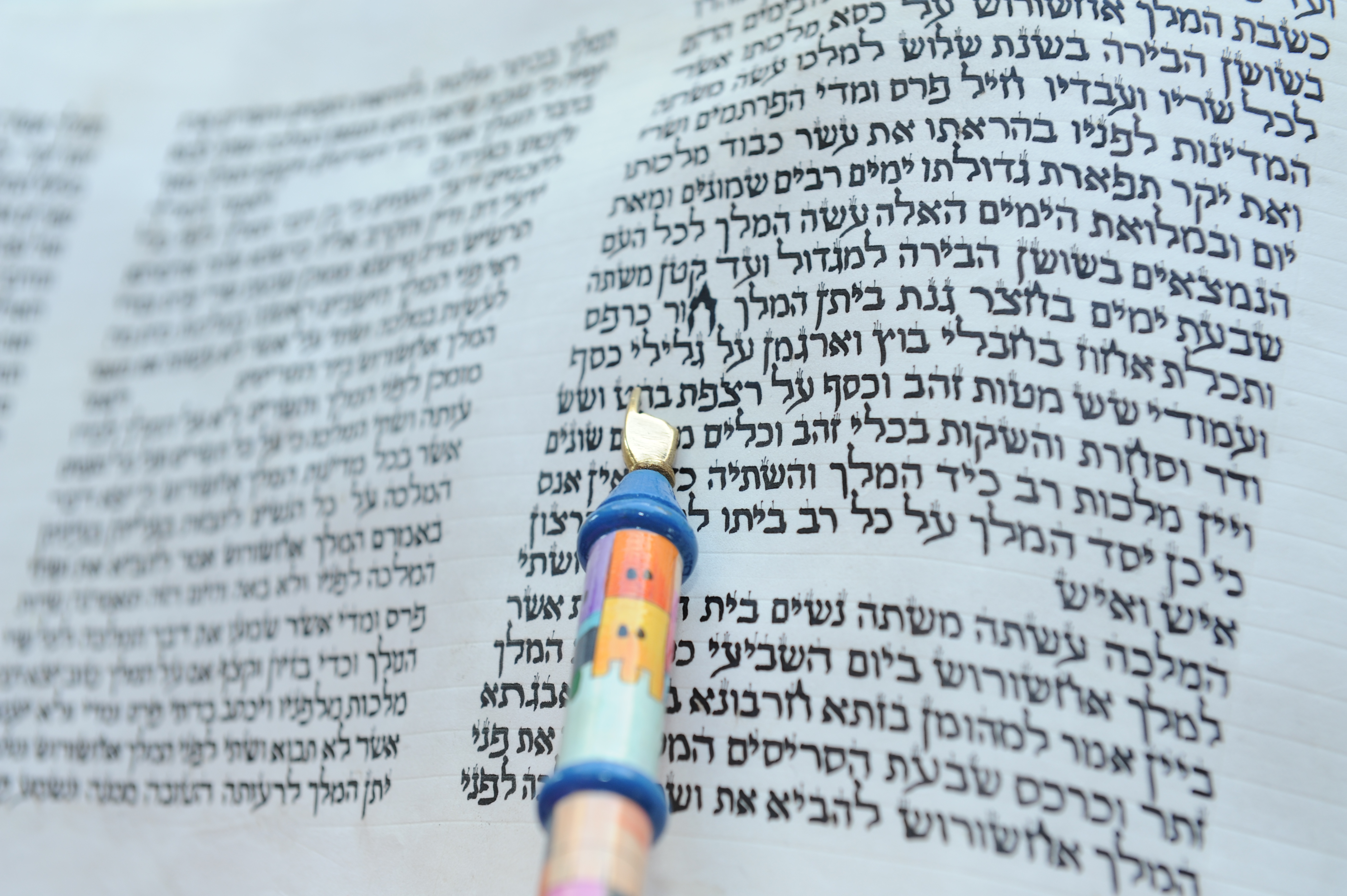
Kézírásos könyvtekercs

## A könyv tartalma

### Szerkezete[8]
1–2: Eszter perzsa királyné lesz
3–5: Hámánnak, a zsidók ellenségének terve
6–7: Hámánt leleplezik és kivégzik
8–10: A zsidók megszabadítása és a purim ünnep bevezetése

### Tartalma
1–2: Eszter perzsa királyné lesz
Ahasvérós/Achasvéros perzsa király uralkodásának harmadik évében lakomát rendezett várában, Súsánban/Szuzában. Ezen birodalma vezető emberei vettek részt, később pedig a nép apraja-nagyja is meghívást kapott. Megparancsolta, hogy felesége, Vasti királyi koronával felékesítve jelenjen meg a vendégek előtt és mutassa meg nekik szépségét. Vasti nem volt hajlandó teljesíteni a király óhaját, ezért Ahasvérós megfosztotta királynői méltóságától és elbocsátotta. Ezután a birodalom szüzei közül kezdtek új királynét keresni. Ebből a célból Súsánba vitték a tartományokból a legszebb szüzeket. Így került oda egy árva zsidó lány, Hadassza, más néven Eszter is. Eszter gyámja nagybátyja, Mordokaj/Mardokeus volt, akit még Nebukadneccar/Nebukadnezár hurcolt fogságba Jeruzsálemből Jekonjával/Jechonjával, Júda királyával együtt. Mordokaj megtiltotta Eszternek, hogy a királyi udvarban felfedje zsidó származását. Ahasvérós annyira megkedvelte Esztert, hogy ő lett az új királyné. Időközben Mordokaj felfedezett egy Ahasvérós ellen szőtt összeesküvést és Eszter révén tudatta az uralkodóval, ezzel megmentve a király életét. Érdemeit a király jelenlétében feljegyezték az események/történetek könyvébe.
3–5: Hámánnak, a zsidók ellenségének terve
Ahasvérós kitüntette egyik vezető emberét, Hámánt/Ámánt és megparancsolta, hogy mindenki hajtson térdet és boruljon le előtte. Mordokaj ezt nem tette meg, mivel a zsidók szerint egyedül az Úrnak jár ki ilyen hódolat. Hámán haragra gyúlt magatartása miatt, s amikor megtudta, hogy zsidó származású, bosszúból a zsidó nép kiirtására tört az egész birodalomban. Hámán kijárta a királynál, hogy adjanak ki rendeletet, amelynek értelmében egy kiválasztott napon az egész Perzsa Birodalomban ki kell irtani a zsidókat. A napot sorsvetés (púr) útján határozták meg. A sors a tizenkettedik hónap, azaz Adár hónap (február–március) tizenharmadik napjára esett. A rendeletet törvényként hirdették ki minden tartomány lakossága előtt. Amikor Mordokaj megtudta a megdöbbentő hírt, értesítette Eszter királynét és a segítségét kérte a zsidók megmentésében. Eszter a kezdeti habozás után közbenjárt a királynál. Ahasvérós elé járult és lakomára hívta a királyt Hámánnal együtt. Hámán ezalatt sikere tudatában bitófát állíttatott, hogy a térdhajtást megtagadó Mordokajt ott végezzék ki.
6–7: Hámánt leleplezik és kivégzik
Egy éjszaka a király nem tudott aludni, ezért felolvastatott a nevezetes történetek könyvéből. Éppen azt a feljegyzést találták meg, amely arról szólt, hogyan mentette meg Mordokaj az összeesküvés leleplezésével az uralkodó életét. Amikor Ahasvérós megtudta, hogy Mordokaj semmilyen jutalomban nem részesült, elhatározta, hogy kárpótolja őt. Hámán éppen az udvarban tartózkodott, így a király tőle kért tanácsot és ő – mivel saját jutalmazására gondolt – nyilvános tiszteletadást javasolt. Csalódottan vette tudomásul, hogy neki kell a gyűlölt Mordokajt a kitüntetésben részesíteni. Ezután Hámán és Ahasvérós elment Eszter királyné lakomájára, ahol Eszter feltárta a király előtt zsidó származását és népe megmentéséért, valamint saját életéért könyörgött. A király kérdésére azt is elmondta, hogy üldözőjük Hámán. Ennek hallatára Hámán esdekelve Eszter lábaihoz vetette magát, de ezt Ahasvérós erőszakoskodásnak minősítette. A király Hámánt a Mordokajnak felállított bitófán végeztette ki.
8–10: A zsidók megszabadítása és a purim ünnep bevezetése
Mordokaj megkapta a király Hámántól visszavett pecsétgyűrűjét és azzal együtt a teljhatalmat. Eszter ismét az uralkodó elé járult és a zsidók ellen hozott rendelet visszavonását kérte. Mivel a királyi rendeletet nem lehetett hatályon kívül helyezni, ezért Mordokaj rendeletet adott ki a király nevében, hogy Adár hónap tizenharmadikán a zsidók védekezhessenek és ellenségeiket megölhessék. Adár hónap tizenharmadikán a zsidók az egész birodalomban megölték azokat, akik az életükre törtek. Királyi engedéllyel pedig Súsánban még az azt követő napon is. Adár hónap tizennegyedik és tizenötödik napját Mordokaj és Eszter rendelkezése alapján minden évben meg kell ünnepelni, ez a purim ünnepe és a győzelem emlékét őrzi.
Eszter könyvének deuterokanonikus kiegészítései (függelék):
Mardokeus álma és annak magyarázta, a zsidók kiirtását megparancsoló rendelet, Mardokeus és Eszter imája, Eszternek a király elé járulása, és a görög fordításhoz tartozó záró megjegyzés.

## A könyv értelmezése

### A kanonizáció kérdése
Ez a könyv nehezen kapott helyet a kánonban és értékelésében is mindig ingadozás volt észlelhető. A zsidóság felvette a szent írások közé, azonban az Eszter könyvével kapcsolatos bizonytalanság egészen a Kr.u. IV. századig megmaradt. Qumránban, a holt-tengeri tekercsek között a Bibliához tartozó valamennyi műből találtak írásos emléket, kivéve Eszter könyvét. Ebből a tényből többen arra következtettek, hogy a közösség talán nem sorolta a kánoni írások közé. A keresztény kánonban is csak hosszabb bizonytalanság után kapott szilárd helyet és a kritikus megnyilatkozások később sem szűntek meg.

### A szöveg értelmezésével kapcsolatos kérdések
A könyv szövegével kapcsolatos értelmezési problémák másképp jelentkeztek a zsidók és másképp a keresztyének számára. Évszázadokon keresztül a hagyományos és népszerű zsidó magyarázatok azt a kérdést tették fel, hogy miért nem szerepel egyszer sem Isten neve semmilyen formában sem Eszter könyvének 167 versében, miközben a perzsa király neve számtalanszor előfordul. A keresztyén bibliamagyarázók közül pedig sokan (beleértve sok neves, kortárs teológust is) megütköztek Eszter könyvének állítólagos erőteljesen nacionalista felhangján, és Luther véleményéhez csatlakozva, a bosszúállás himnuszának nevezték. Ami a nacionalizmus vádját illeti, Eszter könyvében a zsidóság mint nép teljesen háttérbe szorul, a bosszúállás pedig szintén nem a történet lényegi része, inkább az irodalmár impresszív és dokumentáló hajlamának tudható be.

### A könyv üzenete
Eszter könyve kettős üzenetet hordoz. Egyfelől, hogy Istennek hatalmában áll minden emberi számítást felforgatni és a várt dolgok ellenkezőjét megvalósítani. Ezáltal reményt nyújt mindig, amikor Isten népe kilátástalan helyzetben és végveszélyben érzi magát. Ahogy az Eszt 4,14-ben olvashatjuk: „a zsidók kaphatnak módot máshonnan a szabadulásra és menekvésre”. Az Eszt 9,1 és az Eszt 9,22 így fogalmazza meg ezt a váratlan fordulatot: „éppen fordítva történt a dolog” és „bánatuk örömre és gyászuk ünnepre fordult”. Másfelől Eszter könyve példaként állítja az olvasók elé a népéért hősiesen, önfeláldozóan közbenjáró bátor magatartást, mely Isten útjainak felelősségteljes felismeréséből és küldetéstudatból táplálkozhat. Erről ír az Eszt 4,14: „Ki tudja, nem éppen a mostani idő miatt jutottál-e királynői méltóságra?"

## Külső hivatkozások
- Eszter könyve – teljes szöveg, többféle fordításban (Biblia fordítások - Károli Biblia), immanuel.hu/biblia/biblia.php
- https://web.archive.org/web/20170824012422/http://diaksag.ttre.hu/bibliatudomany-es-vilaghalo-projekt/eszter-konyve/#l5